# Ormai (Fine Before You Came)
| Recensione           | Giudizio   |
| -------------------- | ---------- |
| Il mucchio selvaggio | Favorevole |
| Sentire Ascoltare    |            |
| Onda Rock            |            |

Ormai è il quarto album del gruppo italiano emo-core/post-rock Fine Before You Came pubblicato il 22 gennaio 2012 da La Tempesta Dischi in digitale e in supporto CD. La pubblicazione della versione vinile è invece stata affidata all'etichetta Roba Triste.

## Il disco
Originariamente i membri del gruppo previdero che le sette tracce che compongono la tracklist di Ormai avrebbero fatto parte di una serie di 7" intitolati Sasso Carta Forbice. Jacopo Lietti commenta così il cambiamento del progetto: «abbiamo pensato che magari in futuro non avremmo più avuto la possibilità di fare un LP. Che qua ci nascono i figli come i conigli. Da qui il titolo: "ormai" non abbiamo più tempo».
Non avendo volontariamente mai intrapreso una campagna promozionale, i membri del gruppo hanno da sempre reso disponibili le loro pubblicazioni per il download gratuito legale tramite MediaFire.
Il disco è stato registrato dai membri del gruppo con la collaborazione di Maurizio Borgna presso lo studio Igloo Audio Factory di Correggio, il quale si è anche occupato del missaggio negli studi CMD+ALT+CASA e BoomClap entrambi a Berlino. La masterizzazione stata invece effettuata da Francesco Burro Donadello presso il Calyx Studio di Berlino durante le prime tre settimane del gennaio 2012.
La grafica del bootleg è curata da "Legno", collettivo artistico che collabora tra gli altri anche con I Cani, Gazebo Penguins, Crash of Rhinos e Verme.
Il 17 febbraio 2012 debutta l' "Ormai tour" a Bologna supportati dagli Action Dead Mouse, successive sono le date che toccano le regioni Piemonte, Umbria, Lazio, Emilia-Romagna, Veneto, Lombardia, Toscana, Campania e Friuli-Venezia Giulia. Durante il tour sono supportati da Gazebo Penguins, Red Worms' Farm, Aleph Zero e Cayman the Animal.

## Tracce

### Versione CD e digitale
1. Dublino – 3:55
2. Sasso – 4:04
3. Magone – 3:37
4. Per non essere pipistrelli – 3:28
5. Paese – 5:32
6. Capire settembre – 3:59
7. La domenica c'è il mercato – 3:19

Durata totale: 27:54

### Versione vinile
Lato A
1. Dublino
2. Sasso
3. Magone
4. Per non essere pipistrelli

Lato B
1. Paese
2. Capire settembre
3. La domenica c'è il mercato

## Critica
Federico Guglielmi sul numero 692 de Il mucchio selvaggio, la cui copertina è dedicata al gruppo, assegna 3 stelle su 5 all'album commentando: «Non è la "parte seconda" di Sfortuna, e non solo perché i versi sono nettamente più comprensibili. Le strutture sonore, di chiarissima scuola post-hardcore, mantengono la loro abituale ruvidezza e il loro alone di rumore, ma hanno assunto una sfumatura più "pop" (sic) [...] che ben si amalgamano alle deviazioni post-rock e persino shoegaze con le quali i cinque rendono il proprio stile più vario e interessante.»

## Formazione
- Jacopo Lietti - voce
- Mauro Marchini- chitarra
- Marco Monaci - chitarra
- Marco Olivero - basso
- Filippo Rieder - batteria